# Celebrity (film)
Celebrity (v anglickém originále Celebrity) je americká filmová komedie z roku 1998. Režisérem filmu je Woody Allen. Hlavní role ve filmu ztvárnili Kenneth Branagh, Judy Davisová, Winona Ryder, Leonardo DiCaprio a Melanie Griffithová.

## Obsazení
| Kenneth Branagh     | Lee Simon         |
| Judy Davisová       | Robin Simon       |
| Winona Ryder        | Nola              |
| Leonardo DiCaprio   | Brandon Darrow    |
| Melanie Griffithová | Nicole Oliver     |
| Famke Janssenová    | Bonnie            |
| Joe Mantegna        | Tony Gardella     |
| Charlize Theronová  | supermodelka      |
| Gretchen Mol        | Vicky             |
| Hank Azaria         | David             |
| J. K. Simmons       | prodejce suvenýrů |
| Aida Turturro       | Olga              |
| Donald Trump        | sám sebe          |
| Ian Somerhalder     |                   |